# Zodion americanum
Zodion americanum är en tvåvingeart som beskrevs av Christian Rudolph Wilhelm Wiedemann 1830. Zodion americanum ingår i släktet Zodion och familjen stekelflugor. Inga underarter finns listade i Catalogue of Life.